# Gypsy Heart Tour
A Gypsy Heart Tour, más néven Corazón Gitano Tour Miley Cyrus amerikai énekes harmadik turnéja, mellyel Latin-Amerikát, Ázsiát és Ausztráliát járja be. Miley a turnéval a harmadik stúdióalbumát, a Can't Be Tamedet népszerűsíti. A turné 2011. április 29-én indult az ecuadori Quitóból.

## Dallista
- Liberty Walk
- Party in the U.S.A.
- Kicking and Screaming
- Robot
- Joan Jett-feldolgozások: I Love Rock and Roll/Cherry Bomb/Bad Reputation
- Every Rose Has it Thorn
- Obsessed
- Foregiveness and Love
- Fly on the Wall
- 7 Things
- Scars
- Smell Like Teen Spirit
- Can't Be Tamed
- Landslide
- Take Me Along
- Two More Lonely People (néhány koncertnél a The Driveway)
- The Climb

Zárás
- See You Again
- My Heart Beats for Love
- Who Owns My Heart

## Helyszínek
| Dátum             | Város          | Ország         | Helyszín                                    |
| ----------------- | -------------- | -------------- | ------------------------------------------- |
| 2011. április 29. | Quito          | Ecuador        | Estadio Olímpico Atahualpa                  |
| 2011. május 1.    | Lima           | Peru           | Explanada del Monumental                    |
| 2011. május 4.    | Santiago       | Chile          | Estadio Nacional Julio Martínez Prádanos    |
| 2011. május 6.    | Buenos Aires   | Argentína      | River Plate Stadium                         |
| 2011. május 10.   | Asunción       | Paraguay       | Hipódromo de Asunción                       |
| 2011. május 13.   | Rio de Janeiro | Brazília       | HSBC Arena                                  |
| 2011. május 14.   | São Paulo      | Brazília       | Arena Anhembi                               |
| 2011. május 17.   | Caracas        | Venezuela      | Estadio de Fútbol Universidad Simón Bolívar |
| 2011. május 19.   | Bogotá         | Kolumbia       | Simon Bolivar Park                          |
| 2011.május 21.    | San José       | Costa Rica     | Estadio Ricardo Saprissa Aymá               |
| 2011.május 24.    | Panamaváros    | Panama         | Figali Convention Center                    |
| 2011.május 26.    | Mexikóváros    | Mexikó         | Foro Sol                                    |
| 2011.május 28.    | Zapopan        | Mexikó         | Estadio Omnilife                            |
| 2011.június 17.   | Pasay          | Fülöp-szigetek | SM Mall of Asia Concert Grounds             |
| 2011.június 21.   | Brisbane       | Ausztrália     | Brisbane Entertainment Centre               |
| 2011.június 23.   | Melbourne      | Ausztrália     | Rod Laver Arena                             |
| 2011.június 24.   | Melbourne      | Ausztrália     | Acer Arena                                  |
| 2011.június 26.   | Sydney         | Ausztrália     | Acer Arena                                  |
| 2011.július 2.    | Perth          | Ausztrália     | Burswood Dome                               |